# Hangthwaite Castle
Hangthwaite Castle ist eine abgegangene Burg nördlich des Ortsteils Scawthorpe des Marktes Doncaster in der englischen Verwaltungseinheit South Yorkshire.

## Geschichte
Hangthwaite Castle war eine Motte, die nach der normannischen Eroberung Englands im 11. Jahrhundert für Nigel Fozzard errichtet wurde. Die Motte war von einem breiten Wassergraben umgeben; die bohnenförmige Vorburg lag im Osten, der kleine Mound im Nordwesten der Anlage. Letzterer könnte auch eine Barbakane gewesen sein.
Im 13. Jahrhundert ersetzte ein befestigtes Haus namens Radcliffe Moat die Burg als örtliche Festung.
Heute sind nur noch der Mound und einige Gräben von der Motte zu sehen. Die Anlage heißt in Doncaster heute „Castle Hill“ und eine Grundschule in der Nähe trägt ebenfalls diesen Namen.